# Tipi di attacco informatico
Un tipo di attacco informatico, nella sicurezza informatica e nella crittografia, è un metodo di violazione adottato per cercare di recuperare quante più informazioni possibili da informazioni protette tramite crittografia.

## Modalità e tecniche
Un attacco può risultare più efficace se combinato con la ricerca di informazioni collaterali sul sistema da violare. A questo scopo può essere utilizzato un attacco a canale laterale, nel quale si raccolgono dati sulla chiave, sull'algoritmo, sulle risorse computazionali, sul sistema operativo. Esempi di canali laterali sono il consumo elettrico, il tempo di esecuzione delle operazioni dell'algoritmo, le variazioni del campo magnetico, il rumore elettromagnetico prodotto.

## Classificazione
Ce ne sono diversi tipi, distinti per modalità, tecniche e scopi, i più comuni possono essere raggruppati come segue:
- Attacco a dizionario: è una tecnica mirata infrangere il meccanismo di autenticazione provando alla decifratura di un codice o a determinare la passphrase cercando tra un gran numero di possibilità.

- Attacco a forza bruta: consiste nel verificare tutte le soluzioni teoricamente possibili fino a che si trova quella effettivamente corretta. È solitamente impraticabile per il suo elevato costo computazionale, ma è comunque un riferimento per gli altri attacchi, per valutare quanto sono più efficienti rispetto ad esso.

- Attacco man in the middle: tecnica impiegata per indicare un attacco informatico in cui qualcuno segretamente ritrasmette o altera la comunicazione tra due parti che credono di comunicare direttamente tra di loro.

- Attacco con solo testo cifrato: il crittanalista ha accesso solo al testo cifrato. È il caso più frequente ed è quello che fornisce meno informazioni all'attaccante.
- Attacco con testo in chiaro noto: l'attaccante ha un insieme di testi cifrati dei quali conosce i corrispondenti testi in chiaro. A primo avviso può sembrare una situazione improbabile ma i casi in cui l'attaccante può conoscere sia il testo in chiaro che quello cifrato non sono rari: ad esempio, molti messaggi di e-mail iniziano con frasi ricorrenti o terminano con firme predefinite.
- Attacco con testo in chiaro scelto: in questo caso l'attaccante può scegliere arbitrariamente i testi da cifrare. Anche questa situazione non è improbabile: nella crittografia asimmetrica la chiave pubblica è nota a tutti e può essere utilizzata per cifrare quanti messaggi si desidera.
- Attacco con testo cifrato scelto: l'attaccante può ottenere i testi in chiaro corrispondenti ad un insieme arbitrario di testi cifrati. L'informazione ignota è in questo caso la chiave crittografica.
  - Attacco adattivo con testo in chiaro scelto: come per il precedente eccetto che l'attaccante seleziona i testi in chiaro da cifrare sulla base delle informazioni acquisite dall'analisi dei precedenti messaggi cifrati. Simile a questo è l'attacco adattivo con testo cifrato scelto.
- Attacco correlato alla chiave: come per l'attacco con testo in chiaro scelto, eccetto che l'attaccante può ottenere testi cifrati crittati con due differenti chiavi. Le chiavi sono ignote ma la relazione fra esse è nota: ad esempio, due chiavi che differiscono solo di 1 bit.
- Attacco con tabelle arcobaleno: l'attacco con tabelle arcobaleno è un tipo di attacco che sfrutta il compromesso tempo-memoria per recuperare le password mediante l'uso di tabelle precompilate di hash di password.

- Attacco con messaggio scelto adattivo: tipologia di attacco che si applica alle firme digitali.